# Routelle
 (décembre 2023).
Si vous disposez d'ouvrages ou d'articles de référence ou si vous connaissez des sites web de qualité traitant du thème abordé ici, merci de compléter l'article en donnant les références utiles à sa vérifiabilité et en les liant à la section « Notes et références ».
Routelle était une ancienne commune française située dans le département du Doubs en région Franche-Comté, devenue, le 1er janvier 2016, une commune déléguée de la commune nouvelle d'Osselle-Routelle.

## Géographie
Le village de Routelle est situé à 220 m d’altitude, à 15 km à vol d’oiseau au sud-ouest de Besançon. À cet endroit, le Doubs franchit une cluse, dernière brèche dans les chaînons du Jura, sa basse vallée s’élargissant progressivement vers Dole et la Saône. L’habitat, relativement fragmenté, se répartit sur la rive droite du Doubs, qui forme une plaine étroite, ainsi que dans deux petites vallées qui entourent la colline de la Citadelle pour déboucher sur la plaine. L’une de ces vallées est constituée par un fossé d’effondrement qui se distingue aujourd’hui à ses deux extrémités par la perte et la résurgence du ruisseau Le Pilon.
Le territoire communal est constitué de champs et pâtures, les bois occupant les parties les plus élevées (bois d’Ambre au nord-ouest, bois du Gîte à l’est). L’altitude maximale de la commune (358 m) est atteinte dans le Grand Bois, au sud-est.
Le Doubs est ici longé sur sa droite par le canal du Rhône au Rhin.

### Toponymie
Routelle en 1614 ; Rotelle, Rottelle au XVIIIe siècle.

### Transport
La commune est desservie par la ligne  56  du réseau de transport en commun Ginko.

## Histoire
Routelle faisait partie depuis le Moyen Âge de la seigneurie de Montferrand.
En 1789, la commune appartient au Marquis de Toulongeon, officier général, apprécié par ses habitants, mais son domaine fut malgré tout vendu comme bien national en 1794.

## Politique et administration
| Période                                  | Période | Identité | Étiquette | Qualité            |
| ---------------------------------------- | ------- | -------- | --------- | ------------------ |
|                                          |         |          |           | Madame Anne OLSZAK |
| Les données manquantes sont à compléter. |         |          |           |                    |

### Liste des maires délégués successifs
| Période                                  | Période  | Identité              | Étiquette | Qualité |
| ---------------------------------------- | -------- | --------------------- | --------- | ------- |
| 1er janvier 2016                         | En cours | Mme Christine GRILLON |           |         |
| Les données manquantes sont à compléter. |          |                       |           |         |

## Démographie
L'évolution du nombre d'habitants est connue à travers les recensements de la population effectués dans la commune depuis 1793. À partir du 1er janvier 2009, les populations légales des communes sont publiées annuellement dans le cadre d'un recensement qui repose désormais sur une collecte d'information annuelle, concernant successivement tous les territoires communaux au cours d'une période de cinq ans. 
Pour les communes de moins de 10 000 habitants, une enquête de recensement portant sur toute la population est réalisée tous les cinq ans, les populations légales des années intermédiaires étant quant à elles estimées par interpolation ou extrapolation. Pour la commune, le premier recensement exhaustif entrant dans le cadre du nouveau dispositif a été réalisé en 2005,.
En 2013, la commune comptait 488 habitants, en évolution de +0,62 % par rapport à 2008 (Doubs : +2,04 %, France hors Mayotte : +2,49 %).
| 1793 | 1800 | 1806 | 1821 | 1831 | 1836 | 1841 | 1846 | 1851 |
| ---- | ---- | ---- | ---- | ---- | ---- | ---- | ---- | ---- |
| 107  | 167  | 186  | 233  | 218  | 223  | 242  | 262  | 275  |

| 1856 | 1861 | 1866 | 1872 | 1876 | 1881 | 1886 | 1891 | 1896 |
| ---- | ---- | ---- | ---- | ---- | ---- | ---- | ---- | ---- |
| 250  | 236  | 236  | 214  | 221  | 262  | 191  | 187  | 196  |

| 1901 | 1906 | 1911 | 1921 | 1926 | 1931 | 1936 | 1946 | 1954 |
| ---- | ---- | ---- | ---- | ---- | ---- | ---- | ---- | ---- |
| 187  | 175  | 152  | 143  | 128  | 135  | 119  | 133  | 156  |

| 1962 | 1968 | 1975 | 1982 | 1990 | 1999 | 2005 | 2010 | 2013 |
| ---- | ---- | ---- | ---- | ---- | ---- | ---- | ---- | ---- |
| 123  | 126  | 170  | 285  | 370  | 473  | 456  | 481  | 488  |

## Lieux et monuments
- L'église, avec son dôme imposant. Elle a été restaurée en 1849.
- Sa petite source située au centre du village. Elle servait autrefois pour les tâches ménagères. Cette « source » vient en fait du bois de Torpes. Malgré cela, les habitants l'ont toujours appelée ainsi.

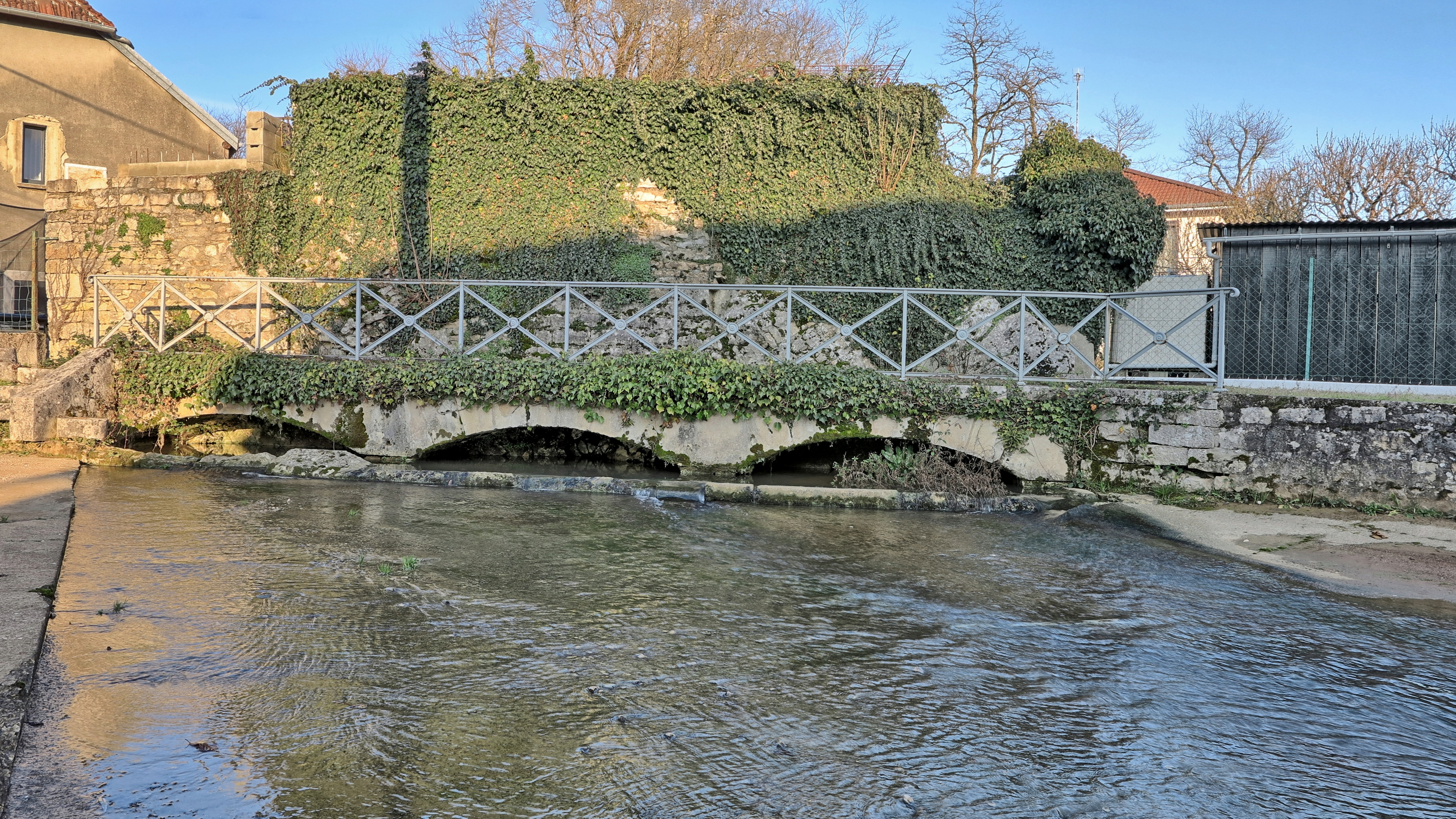
La fontaine de la source.
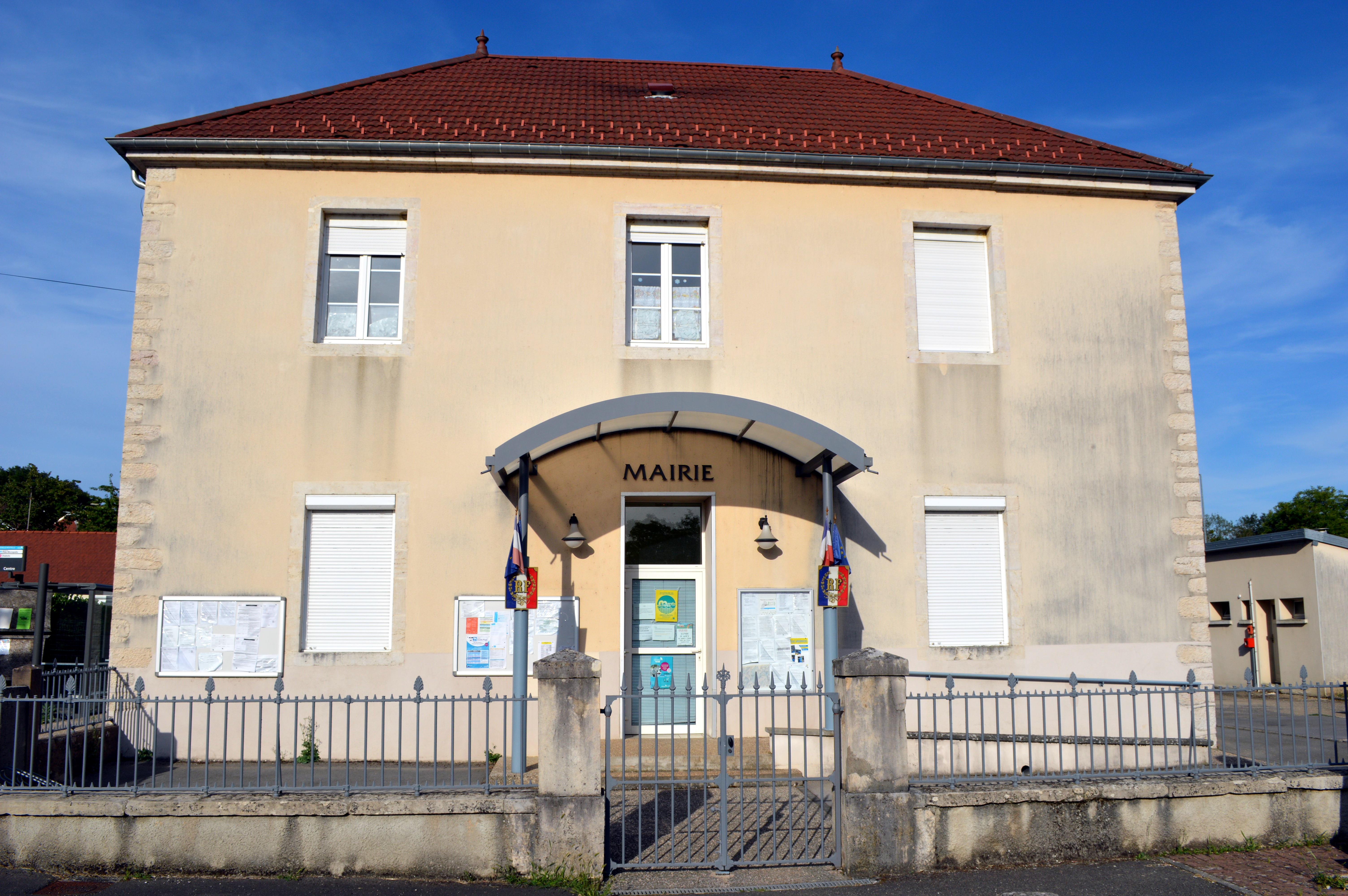
La mairie.
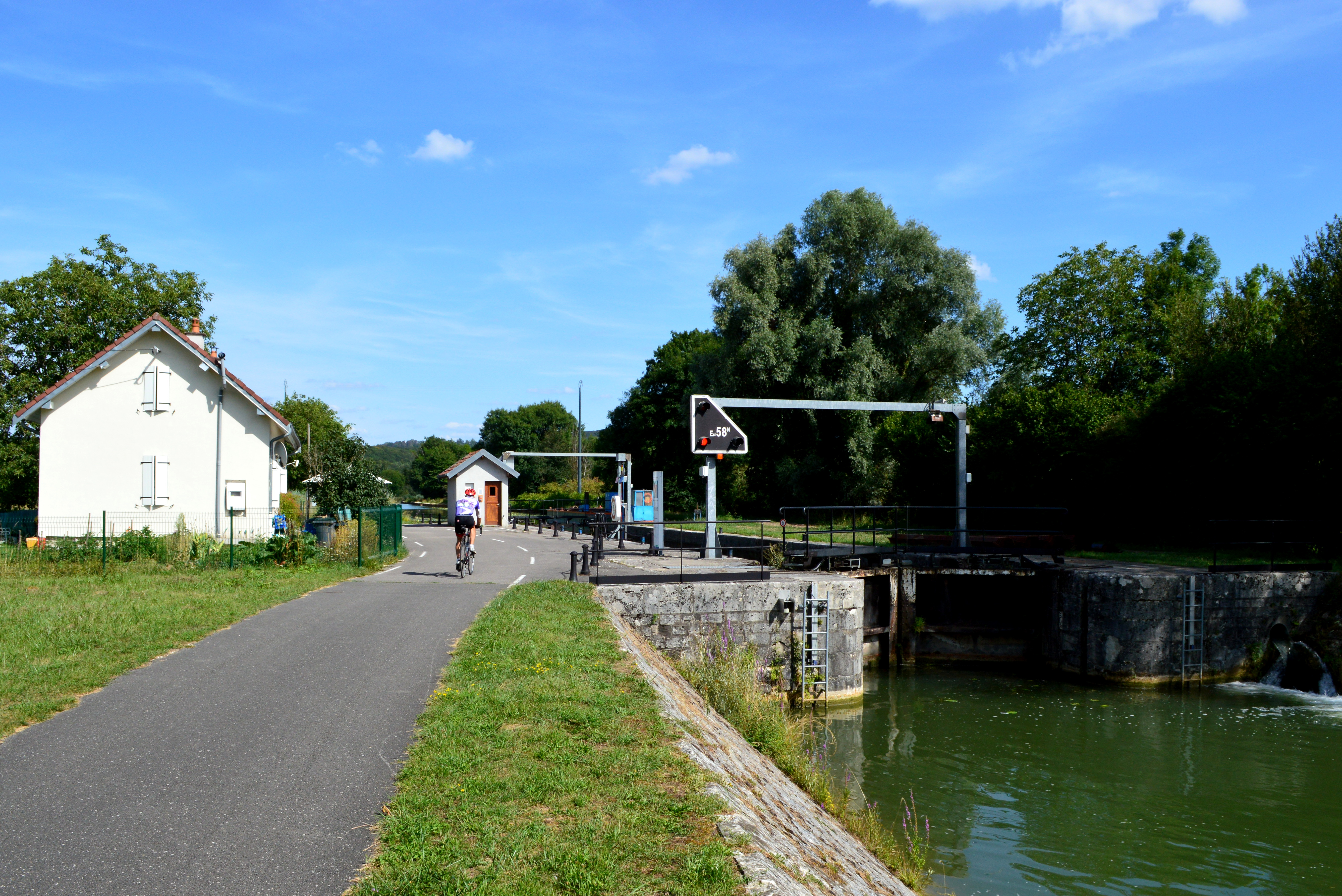
L'écluse.
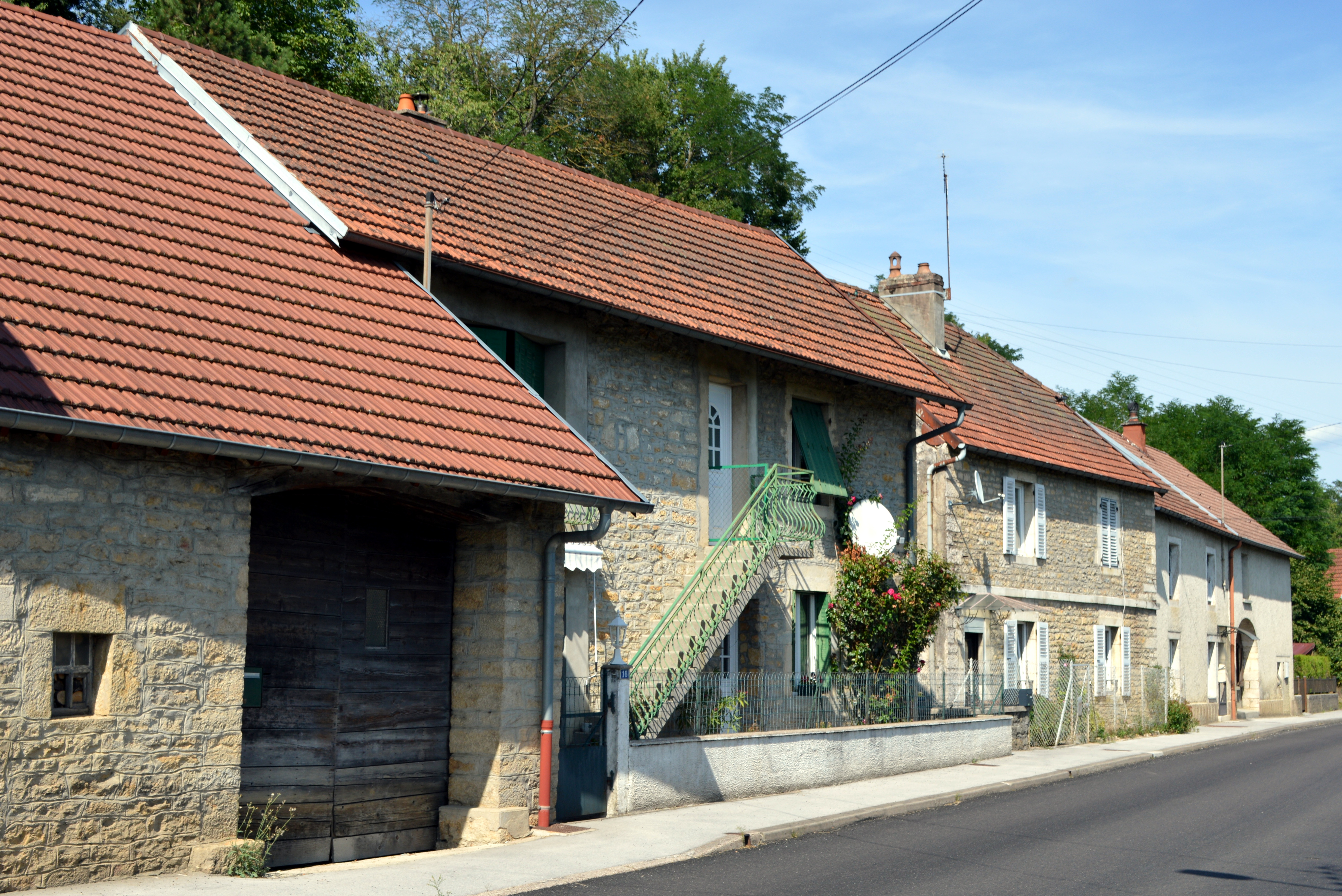
La rue des Roches.